# Xulsigia karetsa
Xulsigia karetsa (лат.) — вид вымерших равнокрылых хоботных насекомых, единственный в составе рода †Xulsigia и семейства †Xulsigiidae (†Pincombeomorpha из клады Aphidiformes sensu Schlee, 1969) из отряда Hemiptera. Юрский период (Тоарский ярус, около 182 млн лет), Люксембург.

## Этимология
Родовое название Xulsigia происходит от имени Ксулсигии (Xulsigiae), богини плодородия, которой поклонялись в святилище целебного источника в Августе Треверорум (современный немецкий город Трир), недалеко от современного Люксембурга. Видовое название X. karetsa происходит от kar-etsā, родственной женщины в протокельтском языке.

## Возраст и место нахождения
Жили в юрском периоде (Тоарский ярус, около 182 млн лет) на территории Люксембурга (Bommelscheier area, Bascharage, Европа).

## Описание
Крупные ископаемые тлеподобные насекомые с размахом крыльев более 30 мм. Переднее крыло целое, 15,7 мм длиной и 3,6 мм шириной, очевидно гиалиновое, за исключением более тёмной области между радиусом и костой; слабая простая субкостальная жилка, тесно прижатая к радиусу, заканчивается на косте в 13,3 мм от основания крыла. Сохранились только отпечатки передних крыльев. Базальная ячейка отсутствует; крыловые жилки R, MP и CuA слиты в основании крыла, жилка ScP слегка смещена, затем ScP прижат и параллелен стеблю R (+MP+CuA); птеростигма маленькая, субапикальная, ограничена сзади ScP, а спереди RA; жилка RP берёт начало задолго до стебля птеростигмы, RP вильчатая терминально; жилка MP хорошо развита, MP с тремя ветвями, жилки MP1+2 базально слиты с радиусом, но жилка MP3 захвачена стеблем CuA в основании (апоморфия), MP1+2 вильчато апикально; жилка CuA короче общей части жилки R+M1+2, жилка CuA1 заметно длиннее жилки CuA.